# Fort Les Hommeaux Florains
Fort Les Hommeaux Florains ist die Ruine eines viktorianischen Forts auf einer kleinen, der Nordostspitze der Kanalinsel Alderney vorgelagerten Felsinsel. Es gehört zu den Eastern Forts und wurde im Jahre 1859 angelegt.
Das Fort war mit 5 Kanonen, nach anderen Quellen mit 7 Kanonen, ausgestattet. Die Besatzung bestand aus 67 Offizieren und Mannschaften.